# Сульфат плутония(III)
Сульфат плутония(III) — неорганическое соединение,
соль плутония и серной кислоты
с формулой Pu2(SO4)3,
серо-голубые кристаллы,
растворяется в воде,
образует кристаллогидраты — фиолетовые кристаллы.

## Получение
- Раствор сульфата плутония(IV) долго насыщают сернистым газом:

{\displaystyle {\mathsf {2Pu(SO_{4})_{2}+SO_{2}+2H_{2}O\ {\xrightarrow {80-90^{o}C}}\ Pu_{2}(SO_{4})_{3}+2H_{2}SO_{4}}}}
- Раствор сульфата плутония осаждают этанолом.

## Физические свойства
Сульфат плутония(III) образует серо-голубые кристаллы.
Не растворяется в этаноле.
Из водных растворов выделяется в виде кристаллогидрата состава Pu2(SO4)3•7H2O — фиолетовые кристаллы,
которые при высушивании в инертное атмосфере при 130-150°С полностью теряют воду.

## Химические свойства
- С сульфатами щелочных металлов образует двойные соли состава MPu(SO4)2•4H2O.

## Применение
- Двойная соль NaPu(SO4)2•4H2O используется в лантан-сульфатном способе разделения урана, плутония и продуктов деления.